# Thomas Uhlen

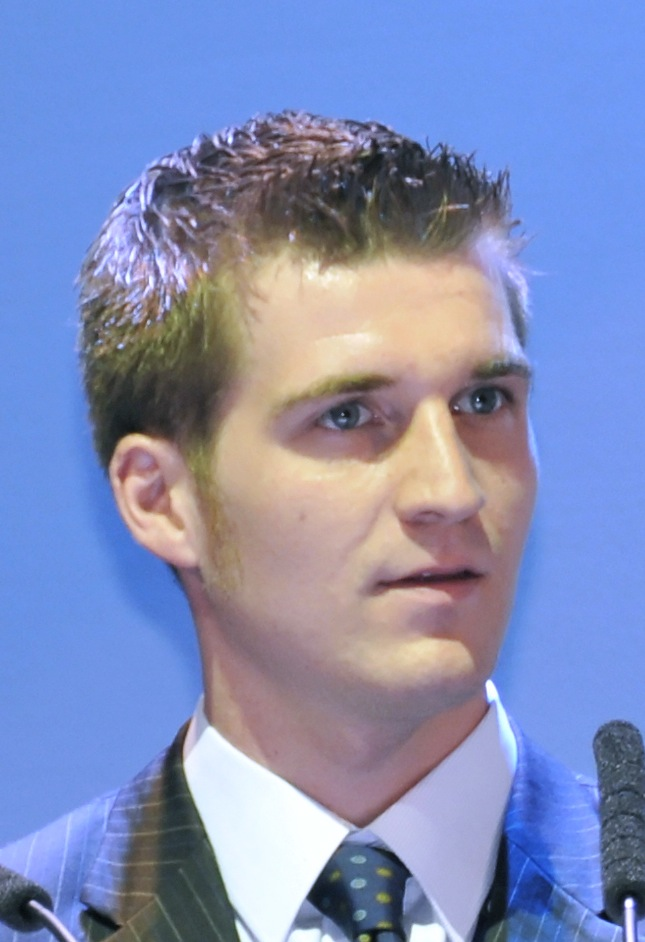
Thomas Uhlen

Thomas Uhlen (* 25. Juli 1985 in Georgsmarienhütte) ist ein deutscher Politiker (CDU). Seit 2022 ist er Abgeordneter des Niedersächsischen Landtags.

## Leben
Uhlen wuchs im Ortsteil Himmern des Meller Stadtteils Wellingholzhausen auf. 2005 legte er am Gymnasium Melle das Abitur ab. Anschließend studierte er Politikwissenschaft, Verwaltungswissenschaft und Volkswirtschaftslehre an der Otto-Friedrich-Universität Bamberg und an der Keele University. Er schloss das Studium als Diplom-Politikwissenschaftler ab. Von 2005 bis 2013 war er als Mitarbeiter des Bundestagsabgeordneten Georg Schirmbeck tätig. Von 2011 bis 2016 war er Fachreferent für Europäische Politik beim Caritasverband für die Diözese Osnabrück. Von 2016 bis zu seinem Einzug in den Landtag 2022 war er Landessekretär der Caritas in Niedersachsen.
Uhlen ist römisch-katholisch, seit 2013 verheiratet und hat zwei Kinder. Er lebt im Bad Essener Ortsteil Lockhausen.

## Politik
Uhlen ist Mitglied der CDU. Von 2011 bis 2016 war er Mitglied des Kreistags des Landkreises Osnabrück. Seit 2016 ist er Mitglied des Ortsrats von Lockhausen. Seit 2021 ist er Ortsbürgermeister von Lockhausen und Mitglied des Gemeinderats von Bad Essen.
Bei der Landtagswahl in Niedersachsen 2022 zog Uhlen über das Direktmandat im Wahlkreis Melle in den Niedersächsischen Landtag ein.